# 科拉貝利納河
科拉貝利納河（羅馬化：Korabelna）是烏克蘭南部的河流，屬於南布格河的左支流。該河發源自沃耶沃德斯凱和柳博伊萬尼夫卡附近，流經尼古拉耶夫州，支流有大科拉貝利納河和小科拉貝利納河。